# Wintam
Wintam és un nucli del municipi de Bornem a la província d'Anvers a Bèlgica. Hom hi troba la resclosa que connecta el Canal marítim Brussel·les-Escalda amb el Rupel. El poble està enclavat entre el Rupel i el braç nou del canal que va directament a l'Escalda.
L'antic poble de pescadors que es troba en terres sobrealçades va desenvolupar-se després de la gran inundació de l'Escalda del 1825 quan la població d'uns pobles veïns més baixos hi trobà un lloc d'habitació més segur.

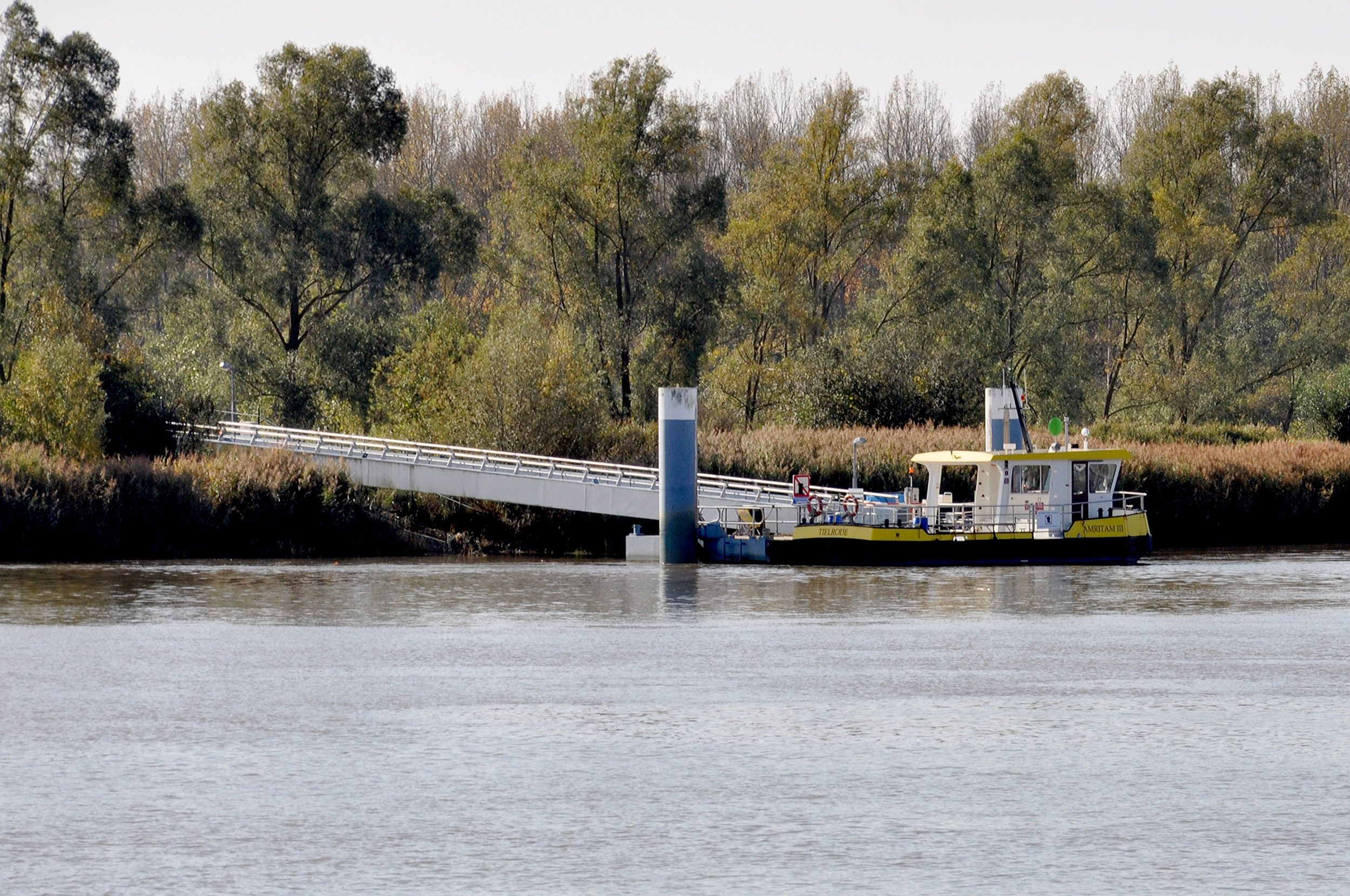
Transbordador Wintam-Rupelmonde

El 1969 es va fusionar amb Hingene. Aquesta nova entitat va integrar-se el 1977 a Bornem.